# Tini Flaat
Tini Flaat Mykland (Kristiansand, 16 luglio 1987) è una cantante norvegese.

## Biografia
Tini Flaat è salita alla ribalta nel 2013 con la sua partecipazione alla seconda edizione della versione norvegese del talent show The Voice, dove ha raggiunto la fase dei duelli. Ha successivamente firmato un contratto discografico con la Voxwatch Music, su cui ha pubblicato il suo album di debutto Undo My Heart nel 2014. Il disco ha debuttato alla 36ª posizione nella classifica norvegese. La cantante è successivamente andata in tournée con gli a-ha, il cui tastierista Magne Furuholmen era stato il suo mentore a The Voice e che ha successivamente prodotto il suo album di esordio insieme a Martin Terefe.

## Discografia

### Album in studio
- 2014 – Undo My Heart

### EP
- 2010 – Tini

### Singoli
- 2014 – Good Morning/Good Night
- 2014 – You Can't Have It Both Ways
- 2014 – Undo My Heart
- 2014 – Send My Star